# Zaszewielit bit
Zaszewielit bit (ros. Зашевелит бит) – drugi album studyjny białoruskiego zespołu rockowego Trubetskoy, wydany 15 lutego 2019 roku przez wydawnictwo Soyuz Music. Płyta, której producentem był gitarzysta zespołu Rusłan Uładyka, została nagrana na przełomie 2018 i 2019 roku. Teksty do większości piosenek napisał były saksofonista grupy Lapis Trubieckoj, raper Sirop. Prezentacja albumu odbyła się 3 marca 2019 roku w moskiewskim klubie Gław Club Green Concert.

## Lista utworów
| Nr  | Tytuł utworu                                  | Oryginalna pisownia tytułu | Długość |
| --- | --------------------------------------------- | -------------------------- | ------- |
| 1.  | „Bit”                                         | «Бит»                      | 2:55    |
| 2.  | „Powiezło”                                    | «Повезло»                  | 2:54    |
| 3.  | „Majo serca”                                  | «Маё сэрца»                | 3:21    |
| 4.  | „Dwie żyzni”                                  | «Две жизни»                | 4:28    |
| 5.  | „Krylja”                                      | «Крылья»                   | 3:24    |
| 6.  | „Chuawej”                                     | «Хуавэй»                   | 3:36    |
| 7.  | „Glancewyj mir” (feat. Sirop)                 | «Глянцевый мир»            | 3:17    |
| 8.  | „Czorno-biełyj dień” (cover Lapis Trubieckoj) | «Чёрно-белый день»         | 3:17    |
| 9.  | „Żodino”                                      | «Жодино»                   | 2:21    |
| 10. | „Prawiła”                                     | «Правила»                  | 3:13    |
| 11. | „Rok-n-rołł” (bonus)                          | «Рок-н-ролл»               | 3:06    |
|     |                                               |                            | 35:52   |

## Twórcy
- Pawieł Bułatnikau – wokal
- Alaksiej „Sirop” Zahoryn – wokal (gościnnie, utwór 7), autor tekstów
- Rusłan Uładyka – gitara, produkcja
- Dzmitryj Swirydowicz – gitara basowa
- Dzmitryj Chamienka – klawisze
- Siarhiej Padliwachin – perkusja
- Dmitrij Korszakiewicz – mastering, dźwięk[7]